# Josh Bostic
Josh Bostic, né le 12 mai 1987 à Colombus (États-Unis), est un joueur de basket-ball américain. Il mesure 1,96 m et évolue au poste d'ailier.

## Biographie
Bostic rejoint en 2005 l'université de Findlay (en) dont l'équipe de basket-ball, les Oilers de Findlay, évolue en seconde division universitaire (NCAA II). En 2009, les Oilers remportent le championnat universitaire et Bostic est élu meilleur joueur (Most Valuable Player).
Il rejoint Chalon à l'été 2013 mais est licencié en novembre.
En février 2021, Bostic quitte le Pallacanestro Reggiana et rejoint le New Basket Brindisi.

## Clubs
- ????-2005 :  Lycée Westland
- 2005-2009 :  University de Findlay (NCAA II)
- 2009-2010 :  Kyoto Hannaryz (Japan Basketball League)
- 2010-2011 :  Thunderbirds du Nouveau-Mexique (NBDL)
- 2011-2012 :  Liège Basket (Division 1)
- 2012-2013 :  Mons-Hainaut (Division 1)
- 2013 :  Élan chalonnais (Pro A)
- 2013–2014 :  Spartak Saint Petersbourg (VTB United League)
- 2014–2015 :  Drive de Grand Rapids (G-League
- 2015 :  Spirou Charleroi (Division 1)
- 2016 :  VEF Rīga (LBL)
- 2016–2017 :  Juvecaserta Basket (Lega A)
- 2017–2018 :  KK Zadar (A1 Liga)
- 2018-2020 :  Arka Gdynia (PLK)
- 2020-2021 :  Pallacanestro Reggiana (Serie A)
- depuis 2021 :  New Basket Brindisi (Serie A)